# Liste der Monuments historiques in Domèvre-sur-Avière
Die Liste der Monuments historiques in Domèvre-sur-Avière führt die Monuments historiques in der französischen Gemeinde Domèvre-sur-Avière auf.

## Liste der Objekte
| Bezeichnung                 | Beschreibung                                                          | Standort                     | Kennzeichnung | Schutzstatus | Datum | Bild |
| --------------------------- | --------------------------------------------------------------------- | ---------------------------- | ------------- | ------------ | ----- | ---- |
| Teile des alten Hauptaltars | in Zweitverwendung an der Empore und den Seitenaltären; Holz, um 1700 | in der Kirche St-Èvre (Lage) | PM88001336    | Inscrit      | 2006  |      |
| Taufbecken                  | Holz, Blei, um 1900                                                   | in der Kirche St-Èvre (Lage) | PM88001337    | Inscrit      | 2006  |      |